# Agustín Giay
Agustín Giay (San Carlos Centro, 16 de Janeiro de 2004) é um futebolista argentino que atua como lateral-direito, podendo subir para ponta-direita. Atualmente é jogador do Palmeiras.

## Carreira

### San Lorenzo
Nascido em San Carlos Centro, Giay ingressou na base do San Lorenzo aos 13 anos. Foi promovido ao elenco principal do clube em abril de 2022. Sua estreia ocorreu em 19 de Abril de 2022, em uma vitória de 2–1 contra o Unión pela Copa da Liga Profissional de Futebol.
Seu primeiro gol marcado profissionalmente e também pelo clube foi na vitória de 2–1 contra o Boca Juniors pela Primera División em 9 de Julho de 2022.
Desaparecimento de 10% do passe
No Balanço de 2021/22 apresentado oficialmente pelo San Lorenzo em 13 de junho de 2023, constava que a instituição argentina possuía 90% do passe de Agustín Giay, restando os 10% restantes perdidos para completar os 100. Esse dado chamou a atenção dos torcedores do Ciclón, pois Agustín (sendo um jovem membro do clube) não havia feito parte anteriormente de outra entidade profissional que pudesse ser dona do percentual misteriosamente desaparecido. Esse acontecimento foi então processado pelo Movete Boedo Movete (movimento de torcedores do clube) à Inspetoria Geral de Justiça, que disse que houve sérios danos materiais ao Clube. Vale ressaltar que o Balanço de 2020/21 (o anterior) incluía a posse absoluta de todo o histórico do jogador, que foi perdido ao longo desses dois anos. Isso já havia acontecido com os diretores do Cuervo, na época com Bautista Merlini e eles próprios argumentaram que foi um "erro de digitação".
Giay terminou sua passagem pelo San Lorenzo fazendo 88 partidas e 2 gols pela equipe.

### Palmeiras
Em 28 de Junho de 2024, o Palmeiras anunciou a contratação de Giay por 5 temporadas, desembolsando cerca de R$40 milhões na transferência. Estreou pelo Verdão em 27 de Julho de 2024, na derrota de 2–0 contra o Vitória pelo Brasileirão. Durante a temporada, não conseguiu engatar uma grande sequência de jogos; fez apenas doze aparições, marcando nenhum gol.
No meio de 2025, em maio, Giay cresceu de produtividade e assumiu a titularidade da lateral-direita da equipe.

## Carreira internacional
Agustín foi convocado para a Seleção Argentina Sub-20 para a disputa do Torneio Internacional de Futebol Sub-20 de L'Alcúdia de 2022. A Argentina foi campeã do torneio.

## Títulos

#### Seleção Argentina
- Torneio Internacional de Futebol Sub-20 de L'Alcúdia: 2022[carece de fontes?]